# Atleti Olimpici Rifugiati ai Giochi della XXXIII Olimpiade
La Squadra Olimpica dei Rifugiati del CIO ha gareggiato ai Giochi della XXXIII Olimpiade a Parigi, in Francia. 37 atleti provenienti da 11 paesi di origine rappresentano la Squadra Olimpica dei Rifugiati ai Giochi olimpici estivi del 2024 in 12 sport, con 14 dei 37 atleti di origine iraniana. La squadra ha vinto una medaglia di bronzo (la prima alle Olimpiadi per gli Atleti Rifugiati) con la camerunense Cindy Ngamba, nel pugilato categoria Pesi medi donne.

## Selezione della squadra
Il 2 maggio 2024, il CIO ha annunciato che 37 atleti avrebbero rappresentato la Squadra Olimpica dei Rifugiati.
| Atleta                        | Paese di origine | NOC ospitante | Sport             | Evento                                |
| ----------------------------- | ---------------- | ------------- | ----------------- | ------------------------------------- |
| Dorian Keletela               | Rep. del Congo   | Francia       | Atletica          | 100 m uomini                          |
| Musa Suliman                  | Sudan            | Svizzera      | Atletica          | 800 m uomini                          |
| Dominic Lobalu                | Sudan del Sud    | Svizzera      | Atletica          | 5000 m uomini                         |
| Jamal Abdelmaji Eisa Mohammed | Sudan            | Israele       | Atletica          | 10.000 m uomini                       |
| Tachlowini Gabriyesos         | Eritrea          | Israele       | Atletica          | Maratona uomini                       |
| Mohammad Amin Alsalami        | Siria            | Germania      | Atletica          | Salto in lungo uomini                 |
| Perina Lokure                 | Sudan del Sud    | Kenya         | Atletica          | 800 m donne                           |
| Farida Abaroge                | Etiopia          | Francia       | Atletica          | 1500 m donne                          |
| Dorsa Yavarivafa              | Iran             | Gran Bretagna | Badminton         | Singolare femminile                   |
| Omid Ahmadisafa               | Iran             | Germania      | Pugilato          | Pesi mosca uomini (51 kg)             |
| Cindy Ngamba                  | Camerun          | Gran Bretagna | Pugilato          | Pesi medi donne (75 kg)               |
| Manizha Talash                | Afghanistan      | Spagna        | Breaking          | B-Girls                               |
| Amir Rezanejad                | Iran             | Germania      | Canoa             | Slalom C-1 uomini                     |
| Fernando Jorge                | Cuba             | Stati Uniti   | Canoa             | Sprint C-1 1000 m uomini              |
| Saeid Fazloula                | Iran             | Germania      | Canoa             | Sprint K-1 1000 m uomini              |
| Saman Soltani                 | Iran             | Australia     | Canoa             | Sprint K-1 500 m donne                |
| Amir Ansari                   | Afghanistan      | Gran Bretagna | Ciclismo          | Cronometro su strada uomini           |
| Eyeru Tesfoam Gebru           | Etiopia          | Francia       | Ciclismo          | Corsa su strada donne                 |
| Mohammad Rashnonezhad         | Iran             | Paesi Bassi   | Judo              | –60 kg uomini Squadra mista           |
| Sibghatullah Arab             | Afghanistan      | Germania      | Judo              | –81 kg uomini Squadra mista           |
| Adnan Khankan                 | Siria            | Germania      | Judo              | –100 kg uomini Squadra mista          |
| Muna Dahouk                   | Siria            | Paesi Bassi   | Judo              | –57 kg donne Squadra mista            |
| Nigara Shaheen                | Afghanistan      | Canada        | Judo              | –63 kg donne Squadra mista            |
| Mahboubeh Barbari Zharfi      | Iran             | Germania      | Judo              | +78 kg donne Squadra mista            |
| Francisco Edilio Centeno      | Venezuela        | Messico       | Tiro              | Pistola ad aria compressa 10 m uomini |
| Luna Solomon                  | Eritrea          | Svizzera      | Tiro              | Carabina ad aria compressa 10 m donne |
| Alaa Maso                     | Siria            | Germania      | Nuoto             | 50 m stile libero uomini              |
| Matin Balsini                 | Iran             | Gran Bretagna | Nuoto             | 200 m farfalla uomini                 |
| Hadi Tiran                    | Iran             | Italia        | Taekwondo         | –58 kg uomini                         |
| Yahya Al-Ghotany              | Siria            | Giordania     | Taekwondo         | –68 kg uomini                         |
| Farzad Mansouri               | Afghanistan      | Gran Bretagna | Taekwondo         | –80 kg uomini                         |
| Kasra Mehdipournejad          | Iran             | Germania      | Taekwondo         | +80 kg uomini                         |
| Dina Pouryounes               | Iran             | Paesi Bassi   | Taekwondo         | –49 kg donne                          |
| Ramiro Mora Romero            | Cuba             | Gran Bretagna | Sollevamento pesi | –102 kg uomini                        |
| Yekta Jamali                  | Iran             | Germania      | Sollevamento pesi | –81 kg donne                          |
| Iman Mahdavi                  | Iran             | Italia        | Lotta             | Stile libero –74 kg uomini            |
| Jamal Valizadeh               | Iran             | Francia       | Lotta             | Greco-romana –60 kg uomini            |

## Medagliere
Cindy Ngamba ha vinto una medaglia di bronzo, diventando la prima atleta olimpica in assoluto a vincere una medaglia per la squadra olimpica dei rifugiati ai Giochi olimpici.
| Riepilogo quotidiano | Riepilogo quotidiano | Riepilogo quotidiano | Riepilogo quotidiano | Riepilogo quotidiano | Riepilogo quotidiano |
| -------------------- | -------------------- | -------------------- | -------------------- | -------------------- | -------------------- |
| Giorno               | Data                 | Oro                  | Argento              | Bronzo               | Totale               |
| 13º                  | 8 agosto             | 0                    | 0                    | 1                    | 1                    |
| Totale               | Totale               | 0                    | 0                    | 1                    | 1                    |

### Per disciplina
| Sport    | Oro | Argento | Bronzo | Totale |
| -------- | --- | ------- | ------ | ------ |
| Pugilato | 0   | 0       | 1      | 1      |
| Totale   | 0   | 0       | 0      | 1      |

### Medaglie
| Medaglia | Nome         | Sport    | Evento                     |
| -------- | ------------ | -------- | -------------------------- |
| Bronzo   | Cindy Ngamba | Pugilato | 75kg femminili (pesi medi) |

## Risultati

### Atletica

#### Eventi su pista o strada
Maschile
| Atleta                        | Evento        | Batterie  | Batterie  | Ripescaggi      | Ripescaggi      | Semifinale      | Semifinale      | Finale          | Finale          |
| Atleta                        | Evento        | Risultato | Posizione | Risultato       | Posizione       | Risultato       | Posizione       | Risultato       | Posizione       |
| ----------------------------- | ------------- | --------- | --------- | --------------- | --------------- | --------------- | --------------- | --------------- | --------------- |
| Dorian Keletela               | 100 m piani   | 10"58     | 64º       | non qualificato | non qualificato | non qualificato | non qualificato | non qualificato | non qualificato |
| Musa Suliman                  | 800 m piani   | 1'49"61   | 50º q     | 1'50"11         | 29º             | non qualificato | non qualificato | non qualificato | non qualificato |
| Dominic Lobalu                | 5000 m piani  | 14'15"59  | 34º qR    | N.D.            | N.D.            | N.D.            | N.D.            | 13'15"27        | 4º              |
| Jamal Abdelmaji Eisa Mohammed | 10000 m piani | N.D.      | N.D.      | N.D.            | N.D.            | N.D.            | N.D.            | 27'35"92        | 18º             |
| Tachlowini Gabriyesos         | Maratona      | N.D.      | N.D.      | N.D.            | N.D.            | N.D.            | N.D.            | 2h12'47"        | 42º             |

Femminile
| Atleta         | Evento       | Batterie  | Batterie  | Ripescaggi      | Ripescaggi      | Semifinale      | Semifinale      | Finale          | Finale          |
| Atleta         | Evento       | Risultato | Posizione | Risultato       | Posizione       | Risultato       | Posizione       | Risultato       | Posizione       |
| -------------- | ------------ | --------- | --------- | --------------- | --------------- | --------------- | --------------- | --------------- | --------------- |
| Perina Lokure  | 800 m piani  | 2'08"20   | 46ª q     | 2'11"33         | 28ª             | non qualificata | non qualificata | non qualificata | non qualificata |
| Farida Abaroge | 1500 m piani | 4'29"27   | 44ª       | non qualificata | non qualificata | non qualificata | non qualificata | non qualificata | non qualificata |

#### Eventi su campo
Maschile
| Atleta                 | Evento         | Qualificazione | Qualificazione | Finale          | Finale          |
| Atleta                 | Evento         | Risultato      | Posizione      | Risultato       | Posizione       |
| ---------------------- | -------------- | -------------- | -------------- | --------------- | --------------- |
| Mohammad Amin Alsalami | Salto in lungo | 7,24 m         | 29º            | non qualificato | non qualificato |

### Badminton
| Atleta           | Evento               | Fase a gruppi             | Fase a gruppi               | Fase a gruppi | Ottavi di finale     | Quarti di finale     | Semifinale           | Finale Oro/Bronzo    | Finale Oro/Bronzo |
| Atleta           | Evento               | Avversario Risultato      | Avversario Risultato        | Rank          | Avversario Risultato | Avversario Risultato | Avversario Risultato | Avversario Risultato | Rank              |
| ---------------- | -------------------- | ------------------------- | --------------------------- | ------------- | -------------------- | -------------------- | -------------------- | -------------------- | ----------------- |
| Dorsa Yavarivafa | Singlolare femminile | Jia Min Yeo (SGP) P (0-2) | Kate Foo Kune (MRI) P (0-2) | 3ª            | non qualificata      | non qualificata      | non qualificata      | non qualificata      | non qualificata   |

### Canoa/kayak

#### Velocità
Maschile
| Atleta         | Evento    | Batteria | Batteria   | Quarti di finale | Quarti di finale | Semifinale      | Semifinale      | Finale          | Finale          |
| Atleta         | Evento    | Tempo    | Classifica | Tempo            | Classifica       | Tempo           | Classifica      | Tempo           | Classifica      |
| -------------- | --------- | -------- | ---------- | ---------------- | ---------------- | --------------- | --------------- | --------------- | --------------- |
| Fernando Jorge | C1 1000 m | 3'54"90  | 3º QF      | 4'06"63          | 4º               | non qualificato | non qualificato | non qualificato | non qualificato |
| Saeid Fazloula | K1 1000 m | 3'42"80  | 4º QF      | 3'40"94          | 4º               | non qualificato | non qualificato | non qualificato | non qualificato |

Femminile
| Atleta        | Evento   | Batteria | Batteria   | Quarti di finale | Quarti di finale | Semifinale      | Semifinale      | Finale          | Finale          |
| Atleta        | Evento   | Tempo    | Classifica | Tempo            | Classifica       | Tempo           | Classifica      | Tempo           | Classifica      |
| ------------- | -------- | -------- | ---------- | ---------------- | ---------------- | --------------- | --------------- | --------------- | --------------- |
| Saman Soltani | K1 500 m | 2'02"19  | 7ª QF      | 2'01"43          | 6ª               | non qualificata | non qualificata | non qualificata | non qualificata |

#### Slalom
Maschile
| Atleta         | Evento | Qualificazioni | Qualificazioni | Qualificazioni | Qualificazioni | Qualificazioni | Qualificazioni | Qualificazioni | Qualificazioni | Semifinali      | Semifinali      | Semifinali      | Finali          | Finali          | Finali          |
| Atleta         | Evento | 1ª manche      | 1ª manche      | 1ª manche      | 2ª manche      | 2ª manche      | 2ª manche      | Migliore       | Migliore       | Semifinali      | Semifinali      | Semifinali      | Finali          | Finali          | Finali          |
| Atleta         | Evento | P              | Tempo          | Pos.           | P              | Tempo          | Pos.           | Tempo          | Pos.           | P               | Tempo           | Pos.            | P               | Tempo           | Pos.            |
| -------------- | ------ | -------------- | -------------- | -------------- | -------------- | -------------- | -------------- | -------------- | -------------- | --------------- | --------------- | --------------- | --------------- | --------------- | --------------- |
| Amir Rezanejad | C-1    | 6              | 116.16         | 19º            | 6              | 119.48         | 16º            | 116.16         | 19º            | non qualificato | non qualificato | non qualificato | non qualificato | non qualificato | non qualificato |

### Ciclismo

#### Ciclismo su strada
Maschile
| Atleta      | Evento     | Tempo    | Posizione |
| ----------- | ---------- | -------- | --------- |
| Amir Ansari | Cronometro | 40'26"14 | 30º       |

Femminile
| Atleta              | Evento         | Tempo | Posizione |
| ------------------- | -------------- | ----- | --------- |
| Eyeru Tesfoam Gebru | Corsa in linea | DNF   | DNF       |

### Judo
Misto
| Atleta | Evento        | 16-esimi di finale   | Ottavi di finale     | Quarti di finale     | Semifinali           | Ripescaggio          | Finali per il bronzo | Finale               | Pos. |
| Atleta | Evento        | Avversario Risultato | Avversario Risultato | Avversario Risultato | Avversario Risultato | Avversario Risultato | Avversario Risultato | Avversario Risultato | Pos. |
| --- | ------------- | -------------------- | -------------------- | -------------------- | -------------------- | -------------------- | -------------------- | -------------------- | ---- |
| Mohammad Rashnonezhad Sibghatullah Arab Adnan Khankan Muna Dahouk Nigara Shaheen Mahboubeh Barbari Zharfi | Squadre miste | Spagna P (0-4)       | non qualificati      | non qualificati      | non qualificati      | non qualificati      | non qualificati      | non qualificati      | 17º  |

### Lotta

#### Libera
Maschile
| Atleta       | Evento | 16-esimi di finale   | Ottavi di finale               | Quarti di finale     | Semifinali           | Ripescaggio          | Finali per il bronzo | Finale               | Pos. |
| Atleta       | Evento | Avversario Risultato | Avversario Risultato           | Avversario Risultato | Avversario Risultato | Avversario Risultato | Avversario Risultato | Avversario Risultato | Pos. |
| ------------ | ------ | -------------------- | ------------------------------ | -------------------- | -------------------- | -------------------- | -------------------- | -------------------- | ---- |
| Iman Mahdavi | -74kg  | Bye                  | Khetag Tsabolov (SRB) P (0-10) | non qualificato      | non qualificato      | non qualificato      | non qualificato      | non qualificato      | 9º   |

#### Greco-romana
Maschile
| Atleta          | Evento | 16-esimi di finale   | Ottavi di finale                 | Quarti di finale     | Semifinali           | Ripescaggio          | Finali per il bronzo | Finale               | Pos. |
| Atleta          | Evento | Avversario Risultato | Avversario Risultato             | Avversario Risultato | Avversario Risultato | Avversario Risultato | Avversario Risultato | Avversario Risultato | Pos. |
| --------------- | ------ | -------------------- | -------------------------------- | -------------------- | -------------------- | -------------------- | -------------------- | -------------------- | ---- |
| Jamal Valizadeh | -60kg  | Bye                  | Islomjon Bakhramov (UZB) P (0-9) | non qualificato      | non qualificato      | non qualificato      | non qualificato      | non qualificato      | 9º   |

### Nuoto
Maschile
| Atleta        | Evento            | Batterie | Batterie | Semifinali      | Semifinali      | Finale          | Finale          |
| Atleta        | Evento            | Tempo    | Pos.     | Tempo           | Pos.            | Tempo           | Pos.            |
| ------------- | ----------------- | -------- | -------- | --------------- | --------------- | --------------- | --------------- |
| Alaa Maso     | 50 m stile libero | 23.90    | 47º      | non qualificato | non qualificato | non qualificato | non qualificato |
| Matin Balsini | 200 m farfalla    | 2'00"73  | 26º      | non qualificato | non qualificato | non qualificato | non qualificato |

### Pugilato
Maschile
| Atleta          | Evento | 16-esimi di finale        | Ottavi di finale     | Quarti di finale     | Semifinali           | Finale               | Pos. |
| Atleta          | Evento | Avversario Risultato      | Avversario Risultato | Avversario Risultato | Avversario Risultato | Avversario Risultato | Pos. |
| --------------- | ------ | ------------------------- | -------------------- | -------------------- | -------------------- | -------------------- | ---- |
| Omid Ahmadisafa | -51kg  | Roscoe Hill (USA) P (0-5) | non qualificato      | non qualificato      | non qualificato      | non qualificato      | 17º  |

Femminile
| Atleta       | Evento | 16-esimi di finale   | Ottavi di finale                | Quarti di finale            | Semifinali                           | Finale               | Pos.   |
| Atleta       | Evento | Avversario Risultato | Avversario Risultato            | Avversario Risultato        | Avversario Risultato                 | Avversario Risultato | Pos.   |
| ------------ | ------ | -------------------- | ------------------------------- | --------------------------- | ------------------------------------ | -------------------- | ------ |
| Cindy Ngamba | -75kg  | Bye                  | Tammara Thibeault (CAN) V (3-2) | Davina Michel (FRA) V (5-0) | Atheyna Bibeichi Bylon (PAN) P (1-4) | non qualificato      | Bronzo |

### Sollevamento pesi
Maschile
| Atleta             | Evento | Strappo   | Strappo    | Slancio   | Slancio    | Totale | Classifica |
| Atleta             | Evento | Risultato | Classifica | Risultato | Classifica | Totale | Classifica |
| ------------------ | ------ | --------- | ---------- | --------- | ---------- | ------ | ---------- |
| Ramiro Mora Romero | -102kg | 166 kg    | 10º        | 210 kg    | 7º         | 376 kg | 7º         |

Femminile
| Atleta             | Evento | Strappo   | Strappo    | Slancio   | Slancio    | Totale | Classifica |
| Atleta             | Evento | Risultato | Classifica | Risultato | Classifica | Totale | Classifica |
| ------------------ | ------ | --------- | ---------- | --------- | ---------- | ------ | ---------- |
| Ramiro Mora Romero | -81kg  | 103 kg    | 9º         | 128 kg    | 9º         | 231 kg | 9º         |

### Taekwondo
Maschile
| Atleta               | Evento | 16-esimi di finale              | Ottavi di finale          | Quarti di finale     | Semifinali           | Ripescaggi turno 1   | Ripescaggi turno 2   | Finale               | Pos. |
| Atleta               | Evento | Avversario Risultato            | Avversario Risultato      | Avversario Risultato | Avversario Risultato | Avversario Risultato | Avversario Risultato | Avversario Risultato | Pos. |
| -------------------- | ------ | ------------------------------- | ------------------------- | -------------------- | -------------------- | -------------------- | -------------------- | -------------------- | ---- |
| Hadi Tiran           | -58kg  | Omar Yaser Ismail (PLE) P (0-2) | non qualificato           | non qualificato      | non qualificato      | non qualificato      | non qualificato      | non qualificato      | 17º  |
| Yahya Al-Ghotany     | -68kg  | Yahya Al Ghotany (HKG) P (0-2)  | non qualificato           | non qualificato      | non qualificato      | non qualificato      | non qualificato      | non qualificato      | 17º  |
| Farzad Mansouri      | -80kg  | Bye                             | Cj Nicholas (USA) P (0-2) | non qualificato      | non qualificato      | non qualificato      | non qualificato      | non qualificato      | 9º   |
| Kasra Mehdipournejad | +80kg  | Gibson Kaogo Mara (PNG) P (1-2) | non qualificato           | non qualificato      | non qualificato      | non qualificato      | non qualificato      | non qualificato      | 17º  |

Femminile
| Atleta          | Evento | 16-esimi di finale   | Ottavi di finale       | Quarti di finale     | Semifinali           | Ripescaggi turno 1   | Ripescaggi turno 2   | Finale               | Pos. |
| Atleta          | Evento | Avversario Risultato | Avversario Risultato   | Avversario Risultato | Avversario Risultato | Avversario Risultato | Avversario Risultato | Avversario Risultato | Pos. |
| --------------- | ------ | -------------------- | ---------------------- | -------------------- | -------------------- | -------------------- | -------------------- | -------------------- | ---- |
| Dina Pouryounes | -49kg  | Bye                  | Qing Guo (CHN) P (0-2) | non qualificato      | non qualificato      | non qualificato      | non qualificato      | non qualificato      | 9ª   |

### Tiro a segno/volo
Maschile
| Atleta                   | Evento                     | Qualificazione | Qualificazione | Finale          | Finale          |
| Atleta                   | Evento                     | Punteggio      | Classifica     | Punteggio       | Classifica      |
| ------------------------ | -------------------------- | -------------- | -------------- | --------------- | --------------- |
| Francisco Edilio Centeno | Pistola 10m aria compressa | 562-9x         | 30º            | non qualificato | non qualificato |

Femminile
| Atleta       | Evento                      | Qualificazione | Qualificazione | Finale          | Finale          |
| Atleta       | Evento                      | Punteggio      | Classifica     | Punteggio       | Classifica      |
| ------------ | --------------------------- | -------------- | -------------- | --------------- | --------------- |
| Luna Solomon | Carabina 10m aria compressa | 601.2          | 43ª            | non qualificato | non qualificato |